# Колден (Нью-Йорк)
Колден (англ. Colden) — місто (англ. town) в США, в окрузі Ері штату Нью-Йорк. Населення — 3121 особа (2020).

## Демографія
Згідно з переписом 2010 року, у місті мешкало 3265 осіб у 1304 домогосподарствах у складі 931 родини. Було 1404 помешкання
Расовий склад населення:
| - 98,6 % — білих - 0,4 % — азіатів - 0,2 % — корінних американців - 0,1 % — вихідців з тихоокеанських островів - 0,1 % — чорних або афроамериканців |

До двох чи більше рас належало 0,5 %. Частка іспаномовних становила 0,5 % від усіх жителів.
За віковим діапазоном населення розподілялося таким чином: 22,0 % — особи молодші 18 років, 63,2 % — особи у віці 18—64 років, 14,8 % — особи у віці 65 років та старші. Медіана віку мешканця становила 45,2 року. На 100 осіб жіночої статі у місті припадало 98,2 чоловіків;  на 100 жінок у віці від 18 років та старших — 100,4 чоловіків також старших 18 років.
Середній дохід на одне домашнє господарство  становив 80 969 доларів США (медіана — 67 052), а середній дохід на одну сім'ю — 93 933 долари (медіана — 75 789). Медіана доходів становила 68 250 доларів для чоловіків та 33 523 долари для жінок. За межею бідності перебувало 5,6 % осіб, у тому числі 9,6 % дітей у віці до 18 років та 5,3 % осіб у віці 65 років та старших.
Цивільне працевлаштоване населення становило 1770 осіб. Основні галузі зайнятості: освіта, охорона здоров'я та соціальна допомога — 18,1 %, виробництво — 15,1 %, науковці, спеціалісти, менеджери — 12,9 %, будівництво — 11,0 %.